# Palacio Nacional de las Artes de Ucrania
El Palacio Nacional de las Artes "Ukraina" (en ucraniano:  Національний палац мистецтв "Україна") o Palacio "Ukraina" (Palacio de Ucrania) es uno de los recintos principales para los actos oficiales junto con el Palacio de los deportes de Kiev, Ucrania. Tiene capacidad para 3.702 personas.
El 30 de noviembre de 2013 albergó la XI edición del Festival de la Canción de Eurovisión Junior y albergará el Dota Major de Kiev en abril de 2017.[actualizar]